# Algajola
Algajola (kors. Algaghjola) – miejscowość i gmina we Francji, w regionie Korsyka, w departamencie Górna Korsyka.
Według danych na rok 1990 gminę zamieszkiwało 211 osób, a gęstość zaludnienia wynosiła 123 osoby/km².